# Kanton Maurs
Maurs is een kanton van het Franse departement Cantal. Het kanton maakt deel uit van het arrondissement Aurillac.

## Gemeenten
Het kanton Maurs omvatte tot 2014 de volgende 14 gemeenten:
- Boisset
- Fournoulès
- Leynhac
- Maurs (hoofdplaats)
- Montmurat
- Mourjou
- Quézac
- Rouziers
- Saint-Antoine
- Saint-Constant
- Saint-Étienne-de-Maurs
- Saint-Julien-de-Toursac
- Saint-Santin-de-Maurs
- Le Trioulou

Door 
- de herindeling van de kantons bij decreet van 13 februari 2014, met uitwerking op 22 maart 2015
- de samenvoeging op 1 januari 2016 van de gemeenten Saint-Constant en Fournoulès tot de fusiegemeente (commune nouvelle) Saint-Constant-Fournoulès
- de samenvoeging op 1 januari 2019 van de gemeenten Calvinet en Mourjou tot de fusiegemeente (commune nouvelle) Puycapel

omvat het kanton sindsdien volgende gemeenten:
- Boisset
- Leynhac
- Marcolès
- Maurs
- Montmurat
- Puycapel
- Quézac
- Roannes-Saint-Mary
- Rouziers
- Saint-Antoine
- Saint-Constant-Fournoulès
- Saint-Étienne-de-Maurs
- Saint-Julien-de-Toursac
- Saint-Mamet-la-Salvetat
- Saint-Santin-de-Maurs
- Sansac-de-Marmiesse
- Le Trioulou
- Vitrac